# Гиперкалиемия
Гиперкалиемия — повышение концентрации калия в крови выше 5,0 мг-экв/л. Сильная гиперкалиемия требует неотложной помощи, поскольку приводит к нарушению сердечного ритма. Нормальным считается уровень калия в сыворотке крови, как правило, от 3,5 до 5,0 мг-экв/л.
Калий является самым распространенным внутриклеточным катионом и около 98 % калия в организме находится внутри клеток, а остальная часть — во внеклеточной жидкости, включая кровь. Мембранный потенциал поддерживается главным образом градиентом концентрации и проницаемости мембраны для калия с некоторым вкладом от Na+/K+-насоса. Градиент калия является критически важным для многих физиологических процессов, включая поддержку клеточного мембранного потенциала, гомеостаза объема клеток и передачи потенциалов действия в нервных клетках.
Калий выводится из организма через желудочно-кишечный тракт, почки и потовые железы. В почках выделение калия может быть пассивным (через клубочки) и активным (в проксимальных канальцах и в восходящей части петли Генле). Активный транспорт в дистальных канальцах и собирательных трубочках обеспечивается действием альдостерона. В потовых железах выделение калия также контролируется альдостероном.

## Этиология

### Нарушение выведения
- Почечная недостаточность
- Употребление лекарственных средств, которые препятствуют экскреции калия почками: ингибиторы АПФ и блокаторы рецепторов ангиотензина;
- Калийсберегающие диуретики (например, амилорид и спиронолактон);
- НПВС, такие как ибупрофен, напроксен;
- Сердечные гликозиды;
- Недостаточность минералкортикоидов (болезнь Аддисона, гипоальдостеронизм)
- Псевдогипоальдостеронизм

### Выход калия из клеток
- Рабдомиолиз, ожоги, лизис опухоли
- Гемолиз

### Чрезмерное потребление калия
Зафиксирован случай гиперкалиемии после употребления в пищу богатого калием дуриана. В 2021 году 79-летняя женщина из Юго-Восточной Азии поступила в больницу с признаками гиперкалиемии. За несколько дней до госпитализации пациентка получила пищевое отравление, вызвавшее проблемы с почками. Женщина съела много дуриана, что привело к избытку калия в организме на фоне сниженной скорости клубочковой фильтрации.

### Псевдогиперкалиемия
Это лабораторный артефакт, который возникает в результате выхода калия из клеток при взятии крови.

## Патогенез
Гиперкалиемия развивается при избыточном поступлении (пероральный прием, повреждение клетки) или недостаточном выведении калия. Нарушение выведения может быть обусловлено гормональным нарушением (при дефиците альдостерона), снижением проницаемости почечной паренхимы, что ухудшает секрецию, прием препаратов, блокирующих его выведение.
Увеличение концентрации внеклеточного калия приводит к снижению химического градиента калия (ему сложнее выходить из клетки во время реполяризации), развивается деполяризация мембраны клеток за счет увеличения равновесного потенциала калия (клетка изнутри становится как бы более положительно заряжена). Деполяризация увеличивает проницаемость натриевых каналов, но также увеличивает и их инактивацию. Поскольку деполяризация вследствие изменения концентрации калия становится слишком медленной, она не может сгенерировать потенциал действия самостоятельно. Это достигается за счёт аккомодации. При достижении критического уровня концентрации калия во внеклеточной среде инактивируются натриевые каналы и открываются калиевые, и клетки пребывают в состоянии рефрактерности. Это приводит к нарушению функций нервной системы, мышц, сердца, желудочно-кишечного тракта. Наиболее значимы нарушения в работе сердца: нарушается проведение возбуждения, вследствие чего развивается желудочковая фибрилляция, аномально медленный сердечный ритм (удлинение интервала PQ, QRS-комплекса, а также пиковый зубец T, сглаживание и даже исчезновение зубца Р), асистолия (остановка сердца в диастолу).
Во время физических нагрузок калий высвобождается из мышц, и его концентрация в сыворотке возрастает до такого уровня, что теоретически может быть опасной для здоровья. Адреналин и норадреналин осуществляют защитное действие на сердце, потому что они связываются с β2-адренорецепторами, которые при активации уменьшают концентрацию калия вне клетки.

## Клиническая картина
Симптомы гиперкалиемии — это общая слабость, приступы судорог, боль в желудке, брадикардия, снижение тонуса мышц. В некоторых случаях может быть гипервентиляция.
В тяжелых случаях возникает нарушение работы сердца. Заострение зубца Т, увеличение интервала PQ, расширение комплекса QRS, замедление AV-проводимости, исчезновение зубца P. В дальнейшем возникает фибрилляция желудочков и асистолия.

## Лечение
Для лечения гиперкалиемии может применяться препарат натрия-циркония циклосиликат. Он является высокоселективным пероральным средством для выведения калия. По результатам двойных слепых плацебо-контролируемых исследований и одного открытого исследования, у пациентов из группы лечения данным препаратом медиана времени до нормализации концентрации калия в крови составляла 2,2 часа, а у 98% пациентов нормальная концентрация достигалась в течение 48 часов. Стабильный контроль уровня калия сохранялся вплоть до 1 года.
Другие препараты: патиромер.
С целью профилактики и коррекции гиперкалиемии применяют низкокалиевую диету, петлевые диуретики и калийсвязывающие энтеросорбенты. Элиминация избытка калия возможна путём стимуляции кишечного выведения, за счёт создания положительного осмотического градиента в кишечнике осмотически активными веществами. К данным процедурам можно отнести желудочно-кишечный диализ сернокислой магнезией, масляными эмульсиями, ионно-обменными смолами, иными адсорбентами. Для достаточного эффекта необходимы повторные введения. Маркёром эффективности является диарея и уменьшения лабораторных и клинических проявлений гиперкалиемии. 